# Hans-Dietrich Genscher
Hans-Dietrich Genscher   (Reideburg, 21 de març de 1927 - Pech, 31 de març de 2016) fou un polític i advocat alemany. Fou ministre d'Afers estrangers de la RFA entre 1974 i 1992.

## Biografia
Nascut el 21 de març de 1927 a la ciutat de Reideburg, Saxònia-Anhalt, prop de Halle. El seu pare, advocat, va morir quan Genscher tenia nou anys. El 1943, va ser reclutat per servir com a membre del Personal de Suport de la Força Aèria (Luftwaffenhelfer) als 16 anys. Als 17 anys, prop del final de la  guerra, ell i els seus companys soldats es van convertir en membres del Partit Nazi a causa d'una sol·licitud col·lectiva ("Sammelantrag") de la seva unitat de l'Wehrmacht. Més tard va dir que en aquell moment no n'era conscient. Al final de la guerra, Genscher va ser desplegat com a soldat al 12è Exèrcit (Wehrmacht) del general Walther Wenck, que aparentment estava dirigit per alleujar el setge de Berlín. Després de la rendició alemanya va ser un presoner de guerra americà i britànic, però va ser alliberat al cap de dos mesos. Després de la Segona Guerra Mundial, va estudiar dret i economia a les universitats de la Halle i Leipzig (1946–1949) i es va unir a l'Alemanya de l'Est al Partit Liberal Democràtic d'Alemanya el 1946.

## Vida política
El 1952 fugí a la República Federal d'Alemanya, on va entrar a formar part del Partit Democràtic Lliure d'Alemanya (FDP). El 1954 aconseguí aprovar les proves d'accés a la titulació d'advocat a Hamburg i obrí un bufet d'advocats a Bremen.
El 1965 fou escollit diputat pel Bundestag, Parlament a la República Federal d'Alemanya, per la ciutat de Bremen. Aquesta acta de diputat la conservà fins al 1998, any en el qual es retirà de la política activa. El canceller Willy Brandt, que hagué de formar una coalició de govern entre el SPD i el FDP, el va nomenar Ministre d'Interior en el seu govern de 1969, per esdevenir Ministre d'Afers Exteriors i Vicecanceller del govern el 1974, càrrec que desenvolupà fins al 1992, any en què abandonà el govern per raons de salut.
Formant part del govern Dietrich Genscher fou un dels impulsors de l'Ostpolitik. El 1982 el seu partit polític decidí canviar de política i donà suport a la CDU, amb Helmut Kohl al capdavant i convertint-lo en canceller. Gescher aconseguí mantenir la seva posició dins el govern, gràcies a la seva alta popularitat entre el poble alemany, sent un dels principals artífexs de la guerra freda i arquitecte de la reunificació alemanya el 1990. Un defensor de la Realpolitik, Genscher s'ha anomenat "un mestre de la diplomàcia".
El 1990 li fou concedit el Premi Príncep d'Astúries de Cooperació Internacional per la seva decisiva contribució a la construcció de la Comunitat Europea, la seva actitud en els processos de desarmament, el seu esforç de crear un sistema de seguretat paneuropeu i la seva defensa dels drets humans.
Genscher fou un participant actiu en el desenvolupament de la Unió Europea, prenent part activa en les negociacions de redactat de l'Acta Única Europea.
Genscher va morir a casa seva als afores de Bonn a Wachtberg el 31 de març de 2016 d'una insuficiència cardíaca, 10 dies després del seu 89è aniversari.